# Mi Macro Periférico
Mi Macro Periférico es la segunda línea de BRT en el Área Metropolitana de Guadalajara. Sirve a lo largo de 49 kilómetros sobre el Anillo periférico Manuel Gómez Morin mediante 46 estaciones, desde el cruce con la Avenida Tonaltecas hasta la Avenida de la Solidaridad Iberoamericana conocida como Carretera A Chapala.
Esta línea tiene correspondencia con la Línea 1 del Tren Eléctrico Urbano de Guadalajara, la Línea 3 del Tren Eléctrico Urbano de Guadalajara, las líneas 1 y 4 del SITREN y Mi Macro Calzada.
Sus estaciones principales son: ¨Independencia Norte¨ que conecta con la primera línea “Mi Macro Calzada”, "Periférico Norte" que tiene conexión con la línea 1 del tren eléctrico y Mi Transporte Eléctrico, "Periférico Belenes" que tiene conexión con la línea 3 del tren eléctrico, "Vallarta" que tiene conexión con el SITREN, y Periférico Sur que tiene conexión nuevamente con la línea 1 del tren eléctrico.
Su color distintivo es el morado.

## Historia
En 2013, el gobierno de Aristóteles Sandoval presentó la propuesta de retomar el proyecto del BRT en Guadalajara con el Peribús, una línea de autobuses articulados que correría a lo largo del Anillo Periférico, desde la Carretera a Chapala hasta el Centro de Tonalá con un recorrido de unos 70 kilómetros. La idea entró en planes de estudio, en 2015 se formalizó la idea asegurando que contaría con 97 estaciones en donde se detendrían unos 182 autobuses de 12 metros de longitud, se planeaba tener una demanda de 170 mil pasajeros al día, la operación sería conjunta entre el SITEUR y la Alianza de Camioneros de Jalisco.
La complejidad del proyecto provocó que se comenzara a retrasar los planes de construcción y operación, en 2016 se especuló con la posibilidad de que la idea no se llevara a cabo durante la administración de Sandoval por no contar el presupuesto suficiente para la totalidad de la obra. Ese mismo año se recortó el proyecto inicial, al trazarse un recorrido entre la Avenida Belisario Domínguez y la Carretera a Chapala, por lo que pasó a constar de 41.5 kilómetros de extensión en lugar de los 70 iniciales, aun así se mantuvo la intención asegurando que movería a 370 mil pasajeros diarios. Debido a problemas de presupuesto, construcción e infraestructura el proyecto fue paralizado.
En febrero de 2019 el gobierno estatal encabezado por Enrique Alfaro Ramírez introdujo en el presupuesto estatal una partida de 200 millones de pesos para comenzar las obras de repavimentación del Periférico con el objetivo de retomar posteriormente los trabajos del Peribús, tomando como base el trazado de 41.5 kilómetros propuesto en 2016. En noviembre de 2019 iniciaron las obras de la primera etapa del sistema de transporte, el cual fue renombrado como Mi Macro Periférico.
Inicialmente se planeaba que el sistema pudiera estar funcionando para octubre de 2021, pero el proyecto fue inaugurado hasta el 30 de enero de 2022, por el gobernador Enrique Alfaro Ramírez,  El sistema tiene conexión con las líneas 1 y 3 del tren eléctrico, la línea 1 de Mi Macro y las líneas 1, 1B y 4 del SITREN.

## Planes de ampliación
Debido a que el proyecto no llegaba hasta el municipio de Tonalá, se planteó en varias ocasiones extender el sistema desde su terminal en Periférico Norte y Belisario Domínguez, hasta el centro de Tonalá tomando la Av. Tonaltecas, coloquialmente llamada Antiguo Periférico.
El 14 de febrero de 2023, el alcalde de Tonalá Sergio Chávez dio a conocer los planes de extender al Macro Periférico hacia su municipio. Informó que en el año en curso comenzarían las obras de ampliación cuando menos hasta la colonia Jalisco con 8 estaciones más, 5 en Guadalajara y 3 en Tonalá. Además, se analizará en el transcurso del mes la posibilidad de continuar en una segunda etapa hasta el centro de Tonalá, esto mediante los recursos que la federación adeuda para el proyecto.
Así mismo, como parte de las obras de conectividad y multimodalidad de la línea 4, se construirá una nueva estación de Mi Macro Periférico en su cruce con dicha línea, conectando directamente mediante puentes peatonales a la estación de correspondencia. El proyecto contempla ampliar el puente vehicular sobre las vías para la construcción de la estación de BRT, así como eliminar el retorno bajo las vías.

## Rutas

### Troncales
Para desahogar la troncal principal (T01) se hicieron dos troncales más, una circulando de la terminal norte (Barranca de Huentitán) hasta Chapalita Inn y la otra desde esta última hasta la terminal Sur (Carretera a Chapala). Gracias a esto el sistema podrá contar con una frecuencia de paso de 3 minutos entre unidad y unidad, según lo mencionó el director de SITEUR.[cita requerida] Con la ampliación hacia Tonalá del sistema, se añadió una nueva troncal que recorre desde la estación La Cantera hasta la nueva terminal en Los Conejos. Esto, para dar servicio en las nuevas estaciones mientras las obras de ampliación llevan el sistema hasta Tonalá Centro y finalmente se expanda el servicio de la troncal 1 hasta el mismo punto. Este sistema no contará con servicio Express como Mi Macro Calzada.
| Rutas Troncales |                       |                     |                  |
| Ruta            | Origen                | Destino             | Ruta anterior    |
| MP-T01          | Barranca de Huentitán | Carretera a Chapala | 380 (actual T19) |
| MP-T02          | Barranca de Huentitán | Chapalita Inn       | 380 (actual T19) |
| MP-T03          | Chapalita Inn         | Carretera a Chapala | 380 (actual T19) |
| MP-T04          | La Cantera            | Los Conejos         | 380 (actual T19) |

### Complementarias
Las rutas complementarias entran y salen de la ruta troncal para complementar el servicio en sitios donde no existe el carril confinado, sirviendo tanto dentro como fuera de las estaciones. En estas, se utilizan unidades duales (con puertas a nivel de estación y a nivel de calle) para transbordar dentro de las estaciones, sin salir de las mismas y sin tener que volver a pagar.
La complementaria 1 recorre el circuito Periférico restante no cubierto por las troncales. La complementaria 2 hace un recorrido similar a la troncal 2 (norte), aunque sale del confinamiento para dar servicio en las avenidas Antiguo Camino a Tesistán y Aviación, y retorna a la troncal en la estación San Juan de Ocotán. La complementaria 3 cubre la misma ruta que la troncal 3, sin embargo, al llegar a la terminal Carretera a Chapala sale del confinamiento hacia la avenida Solidaridad (Carretera a Chapala) con destino en la estación Central de Autobuses de la línea 3 del tren eléctrico.
| Rutas Complementarias |                       |                                  |                             |
| Ruta                  | Origen                | Destino                          | Ruta anterior               |
| MP-C01                | Carretera a Chapala   | La Cantera                       | 380 (actual T19)            |
| MP-C02                | Barranca de Huentitán | San Juan de Ocotán               | 380-A (actual T19-C01)      |
| MP-C03                | Chapalita Inn         | Estación Central de Autobuses L3 | 619 Blanca (actual T19-C07) |

### Alimentadoras
Las rutas alimentadoras prestan servicio en colonias alejadas del área de influencia directa de la troncal, con la intención de alimentar al sistema troncal mediante transbordos. Al abordar una ruta alimentadora y posteriormente ingresar a una estación troncal, se cobrará medio viaje, en total pagando 1 viaje y medio en lugar de 2 viajes.
| Alimentadoras |                                    |                                                    |                             |
| Ruta          | Origen                             | Destino                                            | Ruta anterior               |
| A01           | Independencia Norte                | Colonia Alfredo Barba                              | R-78 (actual T19-C04)       |
| A02           | Barranca de Huentitán              | Colonia San Pedrito                                | R-78-C (actual T19-C03)     |
| A03           | Centro Cultural Universitario      | Acueducto                                          | R-320-A (actual C68)        |
| A04           | Estación Periférico Sur            | Lomas de San Agustín                               | R-619 Azul (actual T19-C06) |
| A05-1         | Estación Periférico Sur            | Chulavista (vía Adolf Horn)                        | R-619 Roja (actual T19-C07) |
| A05-2         | Estación Periférico Sur            | Chulavista (vía López Mateos)                      | R-619 Roja (actual T19-C07) |
| A06           | Basilio Vadillo                    | Residencial Poniente                               | R-368 (actual T19-C05)      |
| A07           | Barranca de Huentitán              | Antigua Central Camionera de Guadalajara           | R-320 (actual C68)          |
| A08           | Carretera a Chapala                | Hospital Materno Infantil San Martín de las Flores |                             |
| A09           | ITESO                              | Colonia Jardines de Santa María                    |                             |
| A10           | El Batán                           | Fraccionamiento Valle de Los Molinos               |                             |
| A11           | El Batán                           | Fraccionamiento Tréboles Residencial               |                             |
| A12           | Instituto Tecnológico Mario Molina | Colinas de la Primavera                            |                             |
| A13           | Periférico Sur                     | Fraccionamiento La Fortuna                         | R-619 Verde (actual C80)    |
| Fuentes       |                                    |                                                    |                             |

La ruta C98 de Mi Transporte Eléctrico también funciona como alimentadora de Mi Macro Periférico, ya que, como las otras alimentadoras, esta ruta también hace un 50% de descuento en el transbordo. Esta ruta circula por todo el periférico norte, oriente y nuevo periférico oriente, teniendo dos destinos: el Centro Universitario de Tonalá, en el municipio de mismo nombre, y el Aeropuerto Internacional de Guadalajara Miguel Hidalgo y Costilla, ubicado sobre la Carretera a Chapala en el municipio de Tlajomulco de Zúñiga.
| Mi Transporte Eléctrico |                           |                                                |               |
| Ruta                    | Origen                    | Destino                                        | Ruta Anterior |
| C98                     | Estación Periférico Norte | Vía 1: Centro Universitario de Tonalá          | 368 CUT       |
| C98                     | Estación Periférico Norte | Vía 2: Aeropuerto Internacional de Guadalajara | 368 CUT       |

## Estaciones
| Estaciones de Mi Macro Periférico | Estaciones de Mi Macro Periférico | Estaciones de Mi Macro Periférico | Estaciones de Mi Macro Periférico | Estaciones de Mi Macro Periférico | Estaciones de Mi Macro Periférico                           | Estaciones de Mi Macro Periférico |
| Logo                              | Nombre                            | Inauguración                      | Municipio                         | Conexión                          | Coordenadas                                                 |                                   |
| --------------------------------- | --------------------------------- | --------------------------------- | --------------------------------- | --------------------------------- | ----------------------------------------------------------- | --------------------------------- |
|                                   | Carretera a Chapala               | 31 de enero de 2022               | Tlaquepaque                       | -                                 | 20°35′31.812″N 103°19′9.948″O / 20.59217000, -103.31943000  |                                   |
|                                   | Las Pintas                        | 31 de enero de 2022               | Tlaquepaque                       | -                                 | 20°35′15.382″N 103°19′36.804″O / 20.58760611, -103.32689000 |                                   |
|                                   | Artesanos                         | 31 de enero de 2022               | Tlaquepaque                       | -                                 | 20°34′56.975″N 103°20′10.788″O / 20.58249306, -103.33633000 |                                   |
|                                   | Jalisco 200 Años                  | 21 de noviembre de 2024           | Tlaquepaque                       |                                   | 20°34′37.934″N 103°21′38.502″O / 20.57720389, -103.36069500 |                                   |
|                                   | Adolf Horn                        | 31 de enero de 2022               | Tlaquepaque                       |                                   | 20°34′37.934″N 103°21′38.502″O / 20.57720389, -103.36069500 |                                   |
|                                   | Toluquilla                        | 31 de enero de 2022               | Tlaquepaque                       | -                                 | 20°34′45.534″N 103°22′8.076″O / 20.57931500, -103.36891000  |                                   |
|                                   | 8 de Julio                        | 31 de enero de 2022               | Tlaquepaque                       | -                                 | 20°35′12.217″N 103°22′57.36″O / 20.58672694, -103.3826000   |                                   |
|                                   | San Sebastianito                  | 31 de enero de 2022               | Tlaquepaque                       | -                                 | 20°35′26.563″N 103°23′9.168″O / 20.59071194, -103.38588000  |                                   |
|                                   | Periférico Sur                    | 31 de enero de 2022               | Tlaquepaque                       |                                   | 20°36′19.879″N 103°24′0.576″O / 20.60552194, -103.40016000  |                                   |
|                                   | Terminal Sur de Autobuses         | 31 de enero de 2022               | Tlaquepaque                       | -                                 | 20°36′30.672″N 103°24′27.072″O / 20.60852000, -103.40752000 |                                   |
|                                   | ITESO                             | 31 de enero de 2022               | Tlaquepaque                       | -                                 | 20°36′37.278″N 103°24′54.324″O / 20.61035500, -103.41509000 |                                   |
|                                   | López Mateos                      | 31 de enero de 2022               | Zapopan                           | -                                 | 20°36′46.159″N 103°25′25.59″O / 20.61282194, -103.4237750   |                                   |
|                                   | Agrícola                          | 31 de enero de 2022               | Zapopan                           | -                                 | 20°37′0.487″N 103°25′44.58″O / 20.61680194, -103.4290500    |                                   |
|                                   | El Briseño                        | 31 de enero de 2022               | Zapopan                           | -                                 | 20°37′30.878″N 103°26′0.924″O / 20.62524389, -103.43359000  |                                   |
|                                   | Mariano Otero                     | 31 de enero de 2022               | Zapopan                           | -                                 | 20°37′57.094″N 103°26′12.39″O / 20.63252611, -103.4367750   |                                   |
|                                   | Miramar                           | 31 de enero de 2022               | Zapopan                           | -                                 | 20°38′9.391″N 103°26′17.52″O / 20.63594194, -103.4382000    |                                   |
|                                   | Felipe Ruvalcaba                  | 31 de enero de 2022               | Zapopan                           | -                                 | 20°38′34.663″N 103°26′28.104″O / 20.64296194, -103.44114000 |                                   |
|                                   | El Colli                          | 31 de enero de 2022               | Zapopan                           | -                                 | 20°38′56.407″N 103°26′37.212″O / 20.64900194, -103.44367000 |                                   |
|                                   | Chapalita Inn                     | 31 de enero de 2022               | Zapopan                           | -                                 | 20°39′17.647″N 103°26′46.032″O / 20.65490194, -103.44612000 |                                   |
|                                   | Parque Metropolitano              | 31 de enero de 2022               | Zapopan                           | -                                 | 20°39′41.857″N 103°26′56.062″O / 20.66162694, -103.44890611 |                                   |
|                                   | Ciudad Granja                     | 31 de enero de 2022               | Zapopan                           | -                                 | 20°40′30.526″N 103°27′18.72″O / 20.67514611, -103.4552000   |                                   |
|                                   | Ciudad Judicial                   | 31 de enero de 2022               | Zapopan                           | -                                 | 20°40′50.61″N 103°27′18.756″O / 20.6807250, -103.45521000   |                                   |
|                                   | Estadio Chivas                    | 31 de enero de 2022               | Zapopan                           | -                                 | 20°41′17.718″N 103°27′19.242″O / 20.68825500, -103.45534500 |                                   |
|                                   | Vallarta                          | 31 de enero de 2022               | Zapopan                           | -                                 | 20°41′47.054″N 103°27′16.47″O / 20.69640389, -103.4545750   |                                   |
|                                   | San Juan de Ocotán                | 31 de enero de 2022               | Zapopan                           | -                                 | 20°42′23.245″N 103°26′47.436″O / 20.70645694, -103.44651000 |                                   |
|                                   | 5 de Mayo                         | 31 de enero de 2022               | Zapopan                           | -                                 | 20°42′37.57″N 103°26′22.092″O / 20.7104361, -103.43947000   |                                   |
|                                   | Acueducto                         | 31 de enero de 2022               | Zapopan                           | -                                 | 20°43′21.842″N 103°25′16.068″O / 20.72273389, -103.42113000 |                                   |
|                                   | Santa Margarita                   | 31 de enero de 2022               | Zapopan                           | -                                 | 20°43′48.515″N 103°24′46.656″O / 20.73014306, -103.41296000 |                                   |
|                                   | La Tuzanía                        | 31 de enero de 2022               | Zapopan                           | -                                 | 20°43′59.862″N 103°24′34.146″O / 20.73329500, -103.40948500 |                                   |
|                                   | Periférico Belenes                | 31 de enero de 2022               | Zapopan                           |                                   | 20°44′20.551″N 103°24′11.196″O / 20.73904194, -103.40311000 |                                   |
|                                   | San Isidro                        | 31 de enero de 2022               | Zapopan                           | -                                 | 20°44′25.426″N 103°23′17.592″O / 20.74039611, -103.38822000 |                                   |
|                                   | Centro Cultural Universitario     | 31 de enero de 2022               | Zapopan                           | -                                 | 20°44′21.638″N 103°22′55.776″O / 20.73934389, -103.38216000 |                                   |
|                                   | Constitución                      | 31 de enero de 2022               | Zapopan                           | -                                 | 20°44′15.994″N 103°22′34.918″O / 20.73777611, -103.37636611 |                                   |
|                                   | Tabachines                        | 31 de enero de 2022               | Zapopan                           | -                                 | 20°44′3.181″N 103°21′47.124″O / 20.73421694, -103.36309000  |                                   |
|                                   | La Cantera                        | 31 de enero de 2022               | Zapopan                           | -                                 | 20°43′56.363″N 103°21′21.96″O / 20.73232306, -103.3561000   |                                   |
|                                   | Periférico Norte                  | 31 de enero de 2022               | Zapopan                           |                                   | 20°43′50.689″N 103°21′4.212″O / 20.73074694, -103.35117000  |                                   |
|                                   | El Batán                          | 31 de enero de 2022               | Zapopan                           | -                                 | 20°43′41.826″N 103°20′40.466″O / 20.72828500, -103.34457389 |                                   |
|                                   | La Experiencia                    | 31 de enero de 2022               | Zapopan                           | -                                 | 20°43′32.714″N 103°20′15.396″O / 20.72575389, -103.33761000 |                                   |
|                                   | Rancho Nuevo                      | 31 de enero de 2022               | Guadalajara                       | -                                 | 20°43′22.944″N 103°19′49.26″O / 20.72304000, -103.3303500   |                                   |
|                                   | Lomas del Paraíso                 | 31 de enero de 2022               | Guadalajara                       | -                                 | 20°43′17.382″N 103°19′34.464″O / 20.72149500, -103.32624000 |                                   |
|                                   | Independencia Norte               | 31 de enero de 2022               | Guadalajara                       |                                   | 20°43′13.656″N 103°18′57.6″O / 20.72046000, -103.316000     |                                   |
|                                   | Zoológico Guadalajara             | 31 de enero de 2022               | Guadalajara                       | -                                 | 20°43′4.796″N 103°18′39.348″O / 20.71799889, -103.31093000  |                                   |
|                                   | Barranca de Huentitán             | 31 de enero de 2022               | Guadalajara                       | -                                 | 20°42′47.47″N 103°18′3.348″O / 20.7131861, -103.30093000    |                                   |
|                                   | Comisaría de Guadalajara          | 21 de noviembre de 2024           | Guadalajara                       | -                                 | 20°42′12.6″N 103°16′58.4″O / 20.703500, -103.282889         |                                   |
|                                   | Colonia Jalisco                   | 21 de noviembre de 2024           | Tonalá                            | -                                 | 20°41′26.2″N 103°15′52.5″O / 20.690611, -103.264583         |                                   |
|                                   | Los Conejos                       | 21 de noviembre de 2024           | Tonalá                            | -                                 | 20°40′59″N 103°14′42.6″O / 20.68306, -103.245167            |                                   |